# Alteza (álbum)
Alteza é o décimo primeiro álbum de estúdio da cantora brasileira Maria Bethânia, lançado em 1981 pela Philips Records/Polygram, e vendeu mais de 750 mil cópias.

## Faixas
| N.º | Título                                                           | Música                               | Duração |  |
| 1.  | "Maravida"                                                       | Gonzaguinha                          | 3:00    |  |
| 2.  | "Atiraste Uma Pedra"                                             | Herivelto Martins / David Nasser     | 3:20    |  |
| 3.  | "Purificar o Subaé" (com Nicinha, Gilberto Gil e Caetano Veloso) | Caetano Veloso                       | 3:20    |  |
| 4.  | "Rosa do Viver"                                                  | Abel Silva / Sueli Costa             | 3:11    |  |
| 5.  | "Alteza"                                                         | Waly Salomão / Caetano Veloso        | 4:43    |  |
| 6.  | "Sete Mil Vezes"                                                 | Caetano Veloso                       | 3:03    |  |
| 7.  | "Todas as Horas"                                                 | Djavan                               | 3:00    |  |
| 8.  | "Caminho das Índias"                                             | Moraes Moreira                       | 3:01    |  |
| 9.  | "Súplica"                                                        | José Marcílio / Déo / Octávio Mendes | 2:20    |  |
| 10. | "Amiga dos Ventos"                                               | Gilberto Gil                         | 2:48    |  |

## Catálogos
- Philips - LP 6328379
- Philips - K7 7296379